# Jim Miller (baseball, 1982)
Pour les articles homonymes, voir Jim Miller et Miller.
James Matthew Miller (né le 28 avril 1982 à Randolph, New Jersey, États-Unis) est un lanceur droitier des Ligues majeures de baseball sous contrat avec les Rays de Tampa Bay.

## Carrière
Joueur à l'Université de Louisiane à Monroe, Jim Miller est un choix de huitième ronde des Rockies du Colorado en 2004. Il évolue quelques saisons en ligues mineures dans l'organisation des Rockies puis est échangé le 12 janvier 2007 aux Orioles de Baltimore contre un autre lanceur droitier, Rodrigo López. Miller fait ses débuts dans le baseball majeur avec les Orioles le 1er septembre 2008. Il enregistre huit retraits sur des prises en sept manches et deux tiers lancées pour Baltimore, apparaissant 8 fois comme lanceur de relève. Sa moyenne de points mérités n'est que de 1,17 lors de ce bref passage avec le club et il obtient un sauvetage, mais il encaisse deux fois la défaite. Il passe ensuite les saisons entières 2009 et 2010 dans les ligues mineures avec le club-école des Orioles à Norfolk.
Devenu agent libre, Miller est alors rapatrié par les Rockies du Colorado, qui le mettent sous contrat le 15 janvier 2011. Durant la saison de baseball qui suit, il effectue un bref séjour de six matchs avec l'équipe. Il maintient une moyenne de points mérités de 2,57 en 7 manches au monticule.
Il rejoint les Athletics d'Oakland pour la saison 2012. À son premier match avec l'équipe, le releveur mérite sa première victoire en carrière, les A's l'emportant sur les White Sox de Chicago. Il remporte deux gains contre un revers en 33 sorties en relève pour les A's en 2012 et maintient une moyenne de points mérités de 2,59 en 48 manches et deux tiers lancées.
Le 30 novembre 2012, il est réclamé au ballottage par les Yankees de New York. Il apparaît dans 3 matchs des Yankees au total en 2013 et 2014. En mars 2015, il rejoint les Rays de Tampa Bay.